# Förlöpning
Förlöpning är en term inom bland annat snooker som innebär att den vita köbollen går ner i ett av hålen. Om detta händer döms foul, och motståndaren får placera vit boll var han vill inom halvcirkeln på bordet. Han får därefter börja spela på en röd (om sådana finns kvar, annars den färgad som är på tur). Om en spelare förlöper får han inte tillgodoräkna sig eventuella poäng från stöten, däremot drabbas han av fyra (eller fler, om han spelat på en boll värd mer än fyra poäng) straffpoäng, som tillgodoräknas motståndaren.